# Masala chai

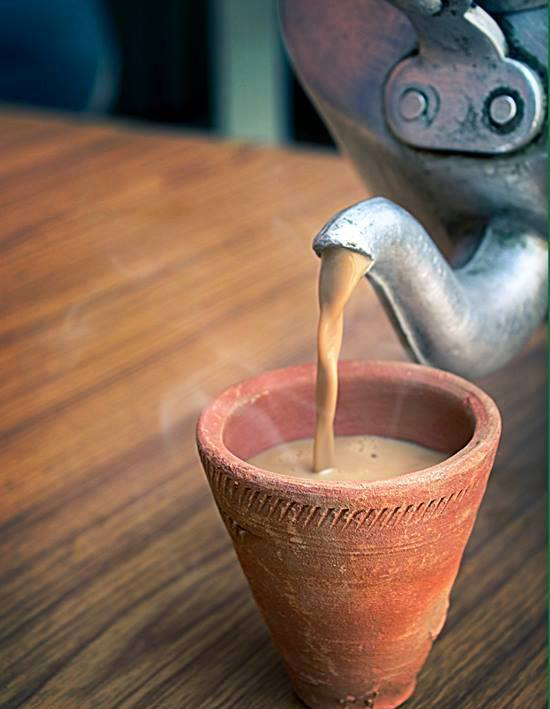
Masala chai nóng hổi đang được rót ra ly gốm theo đúng kiểu truyền thống

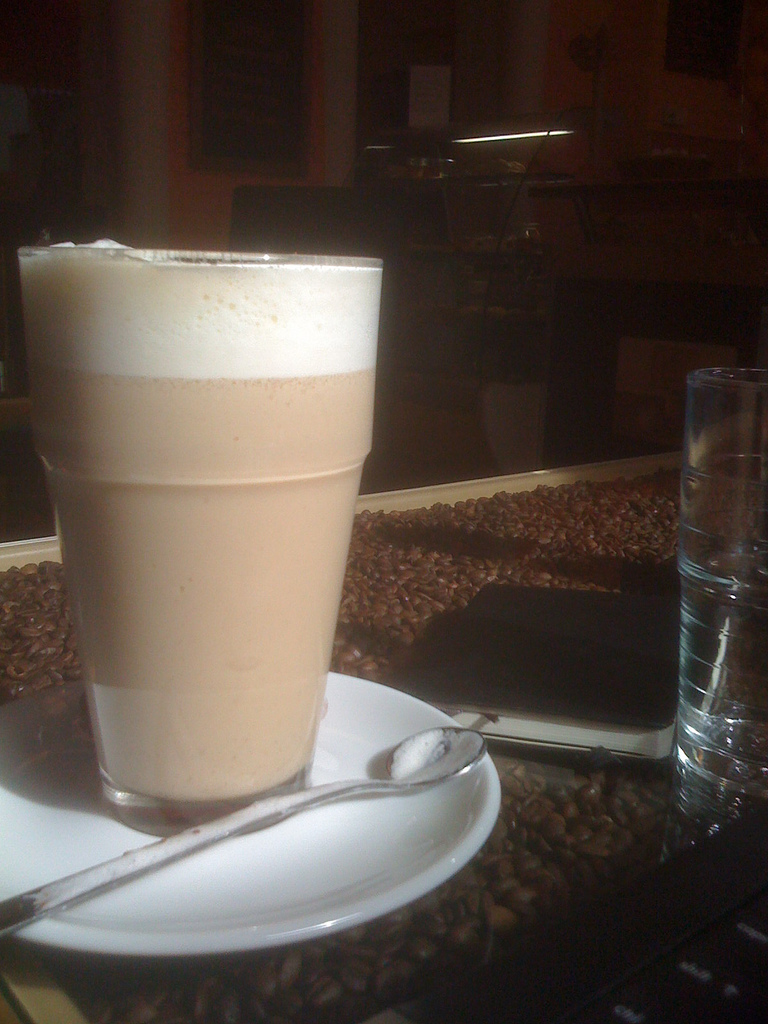
Chai latte với đậu nành và vani ở Berlin

Masala Chai (tiếng Hindi: मसाला चाय, có nghĩa thô là "trà trộn với gia vị") là một thức uống giải khát có mùi vị trà, được làm bằng cách ủ trà đen với hỗn hợp các loại gia vị và thảo mộc Ấn Độ. Tuy có nguồn gốc từ Nam Á nhưng Masala Chai đã trở nên phổ biến trên toàn thế giới, trở thành một nét đặc trưng chủ đạo của các quán cà phê cũng như ở các phòng trà. Mặc dù người ta vẫn sử dụng trà bằng cách nấu cô đặc theo kiểu truyền thống, nhưng các phiên bản bán lẻ hiện nay đã cải tiến thành các túi trà lọc nhằm dễ sử dụng và không có tạp chất. Ở một vài nơi, người ta có quan niệm sai lầm khi nghĩ "Chai" được làm từ bạch đậu khấu, gừng và một số gia vị thông thường khác. Tuy nhiên, "Chai" chỉ đơn giản là một từ Hindi dùng để chỉ trà hoặc là tên của loại trà được pha đen đậm với sữa, không đường.

## Nguồn gốc và thuật ngữ

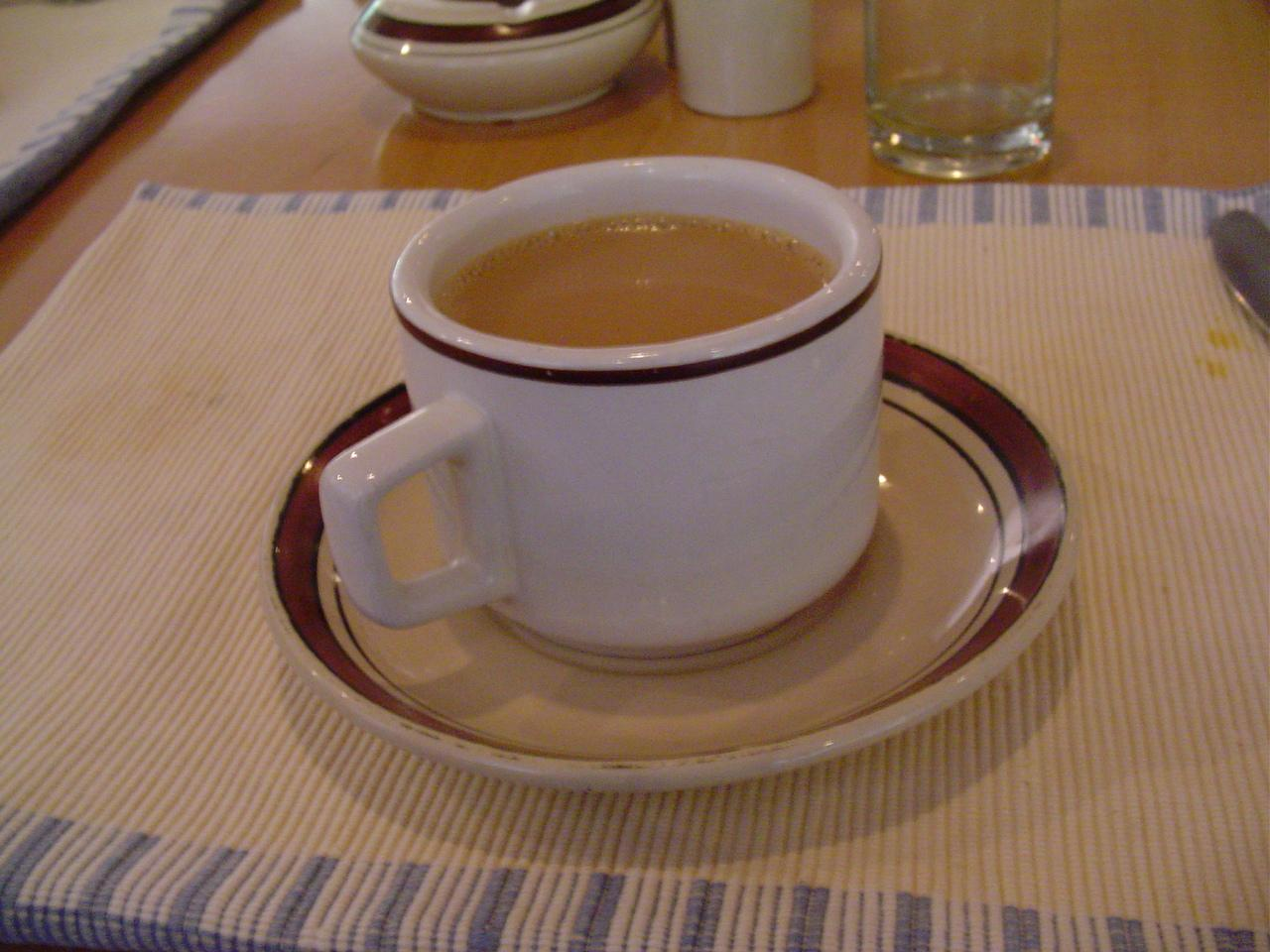
Không giống như các loại trà khác, Masala chai được nấu chung với sữa ngay từ ban đầu

## Truyền thống

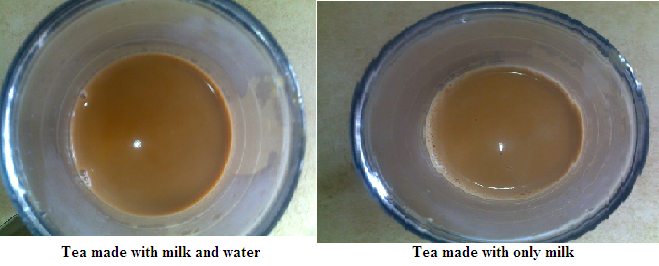
Sự khác nhau giữa trà làm với nước và sữa, và trà với duy nhất sữa

### Chuẩn bị

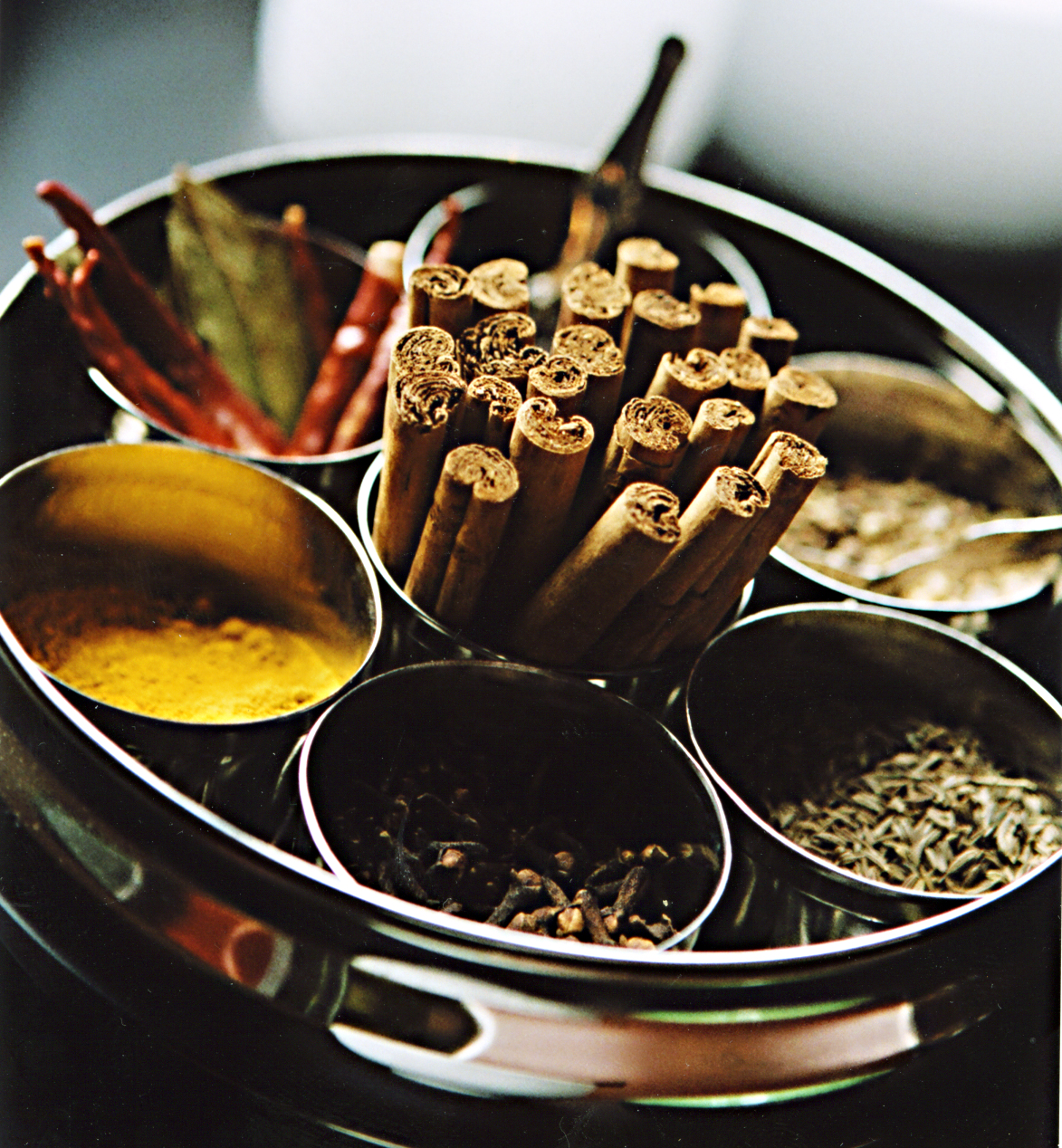
Gia vị dùng để pha masala chai.

### Nguyên liệu

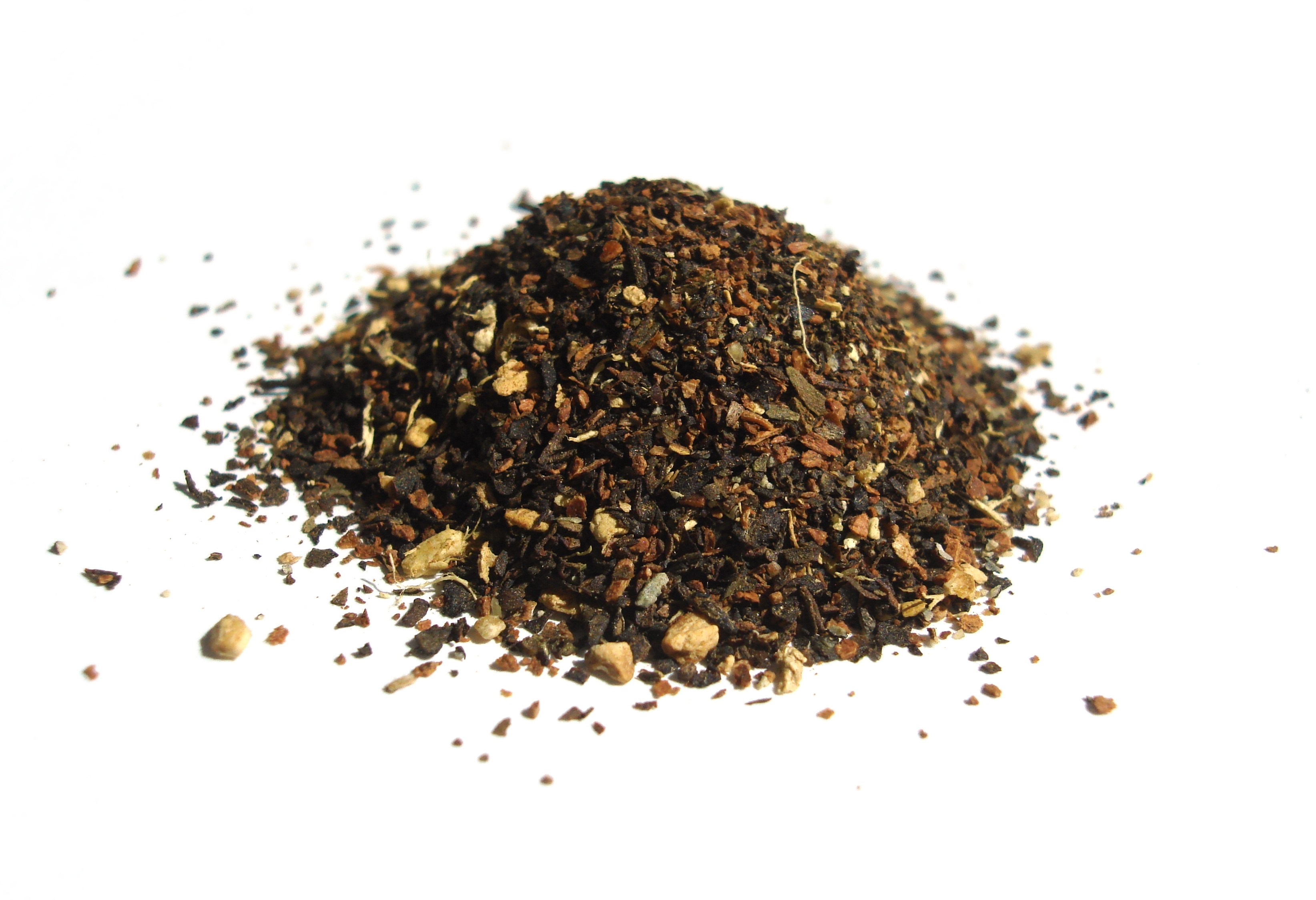
Các loại gia vị và lá trà cắt nhỏ